# Coelorinchus radcliffei
Coelorinchus radcliffei es una especie de pez de la familia Macrouridae en el orden de los Gadiformes.

## Hábitat
Es un pez de aguas profundas que vive entre 348-567 m de profundidad.

## Distribución geográfica
Se encuentra en las Filipinas e Indias Orientales.